# Bàu Tró

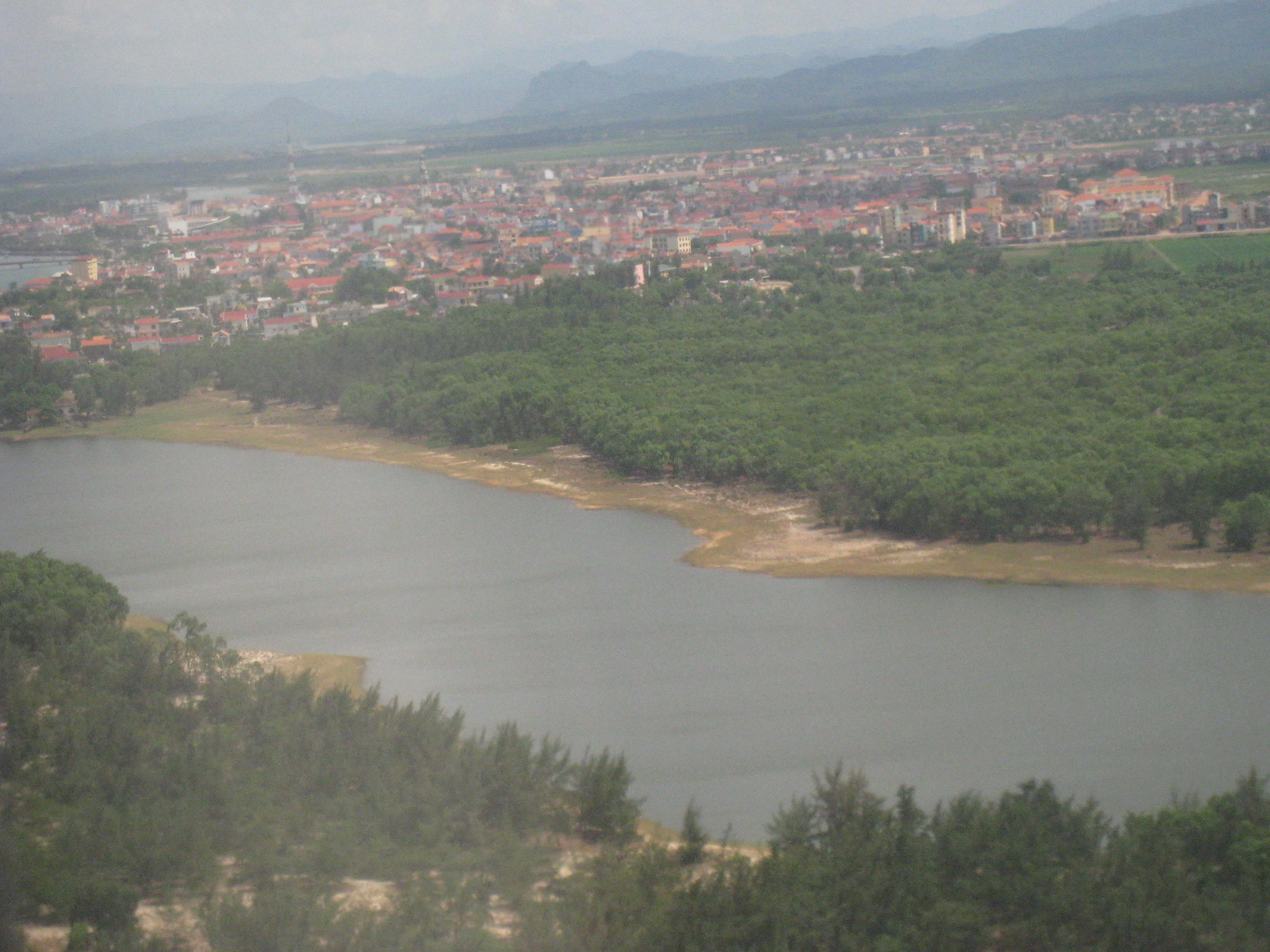
Bàu Tró

Bàu Tró là một hồ nước ngọt tại thành phố Đồng Hới, Quảng Bình. Đây là hồ cung cấp nước ngọt quan trọng cho Đồng Hới. Hồ này nổi tiếng về khảo cổ học khi các nhà khảo cổ Pháp và Việt Nam đã khai quật các hiện vật có niên đại 5000 năm tại hồ này. Các hiện vật Bàu Tró là những di vật quan trọng cho việc nghiên cứu dấu tích của người Việt tại khu vực Trung Bộ.
Vào mùa hè năm 1923, có 2 thông tin viên người Pháp của Viện Viễn Đông Bác cổ là Max và Depiruy đã phát hiện ra di chỉ khảo cổ học tại Bàu Tró. Cuối mùa hè năm đó, nhà địa chất kiêm khảo cổ học Étienne Patte đã tổ chức khai quật và công bố những hiện vật của thời tiền sử đồ đá mới. Những hiện vật này gồm nhiều rìu đá, mảnh tước, hai hòn ghè bằng thạch anh, bàn nghiền hạt, mảnh gốm vỡ...
Mùa xuân năm 1980, trường đại học Huế tổ chức khai quật lại di chỉ Bàu Tró ở khoảng cách cách mép nước hồ lúc đó 40 mét, cao hơn mặt nước 2,3 mét, cách hố khai quật của Patte hơn 100m về phía tây. Hiện vật thu được gồm có nhiều rìu, bôn đá, bàn mài, chày nghiền, mũi nhọn, và vô số các mảnh gốm vỡ của các loại nồi, niêu, bình, vò... Và từ đó các nhà khảo cổ học đã lấy tên của di chỉ này để đặt cho nền văn hoá hậu kỳ đá mới phân bố ở vùng ven biển Nghệ An, Hà Tĩnh, Quảng Bình, Quảng Trị, Thừa Thiên là văn hoá Bàu Tró.